# Paul Konchesky
Paul Martyn Konchesky (født 15. maj 1981 i London, England) er en engelsk fodboldspiller. Han har gennem karrieren spillet for blandt andet Leicester, Liverpool, Fulham, Charlton, Tottenham og West Ham.

## Spillerkarriere

### Charlton
Konch startede sin karriere ud i Charlton Athletic og blev den yngste, på daværende tidspunkt, til at repræsentere The Addicks nogensinde i en alder af 16 år og 93 dage. Det tog dog tid for Konchesky at bryde igennem på førsteholdet og først i 2000/01 sæsonen lykkedes det ham at erobre en stamplads i Charltons venstre forsvarsside. Forsvarsspilleren røg dog ud i kulden i 2003 og måtte lade sig udleje til Tottenham Hotspurs i et halvt år. Siden kom han dog tilbage til Charlton, hvor han spillede indtil 2005, da han skiftede til West Ham.

### West Ham
Hos The Hammers startede Konchesky stærkt ud, hvilket udmøntede i en landskamp i november måned, men allerede i 2006/07 sæsonen, mistede englænderen pladsen i startopstillingen og det blev begyndelsen til enden i West Ham trøjen.

### Fulham
I sommeren 2007 blev Paul Konchesky hentet til Fulham F.C. for £3.25 mio. af Lawrie Sanchez, hvor han var udset til at være ubestridt førstevalg på sin favoritplads. Konc er siden ikke blevet truet på pladsen og især i første halvdel af 2008/09 sæsonen, spillede den engelske venstreback med stor kontinuitet, hvis man ser bort fra den indledende udekamp mod Hull City (2-1), hvor han var skyld i, The Tigers løb med sejren efter en blunder ved matchvinder målet.

### Liverpool
Konchesky skrev i sommeren 2010 kontrakt med Fulhams Premier League-rivaler Liverpool F.C. I januar 2011 blev han udlejet til Nottingham Forest i The Championship.

### Leicester
Efter en mindre succesrig periode hos Liverpool, skiftede Koncheskey til Leicester i sommeren 2011.

## Landshold
Konchesky står noteret for to kampe for Englands fodboldlandshold, som han repræsenterede i henholdsvis 2003 og 2005 i kampe mod Australien og Argentina.